# Gorja d'Imbros
La Gorja d'Imbros (grec: Φαράγγι Ίμπρου [fa'ɾaɟi 'imbɾu]) és una gorja d'11 km de llarg a Sfakià, al sud-oest de Creta. L'origen n'és al poble d'Imbros, i el final n'és al poble de Komitades, vora la costa del mar de Líbia.

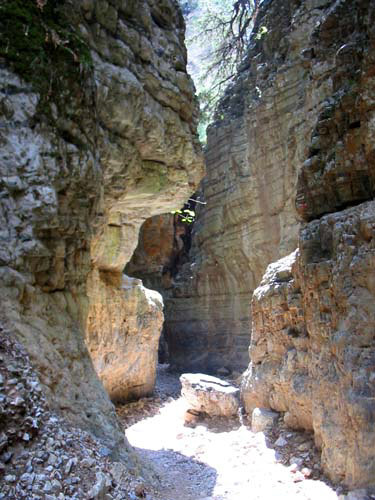
La Gorja d'Imbros

En alguns punts la gorja és molt estreta i amb impressionants parets verticals. És una excursió alternativa més fàcil i menys concorreguda que la famosa Gorja de Samarià; per això, també s'ha començat a cobrar-ne entrada. S'hi tanca l'accés a l'hivern o quan hi ha risc de riuada.
Abans de la construcció de la carretera actual, el camí de mules que passava pel fons de la gorja era l'únic camí per arribar a Sfakià per terra. Durant la batalla de Creta, uns dotze mil soldats britànics van passar per aquí cap a la costa sud, per ser evacuats cap a Egipte.